# Ен Радерфорд
Ен Радерфорд (енгл. Ann Rutherford; Ванкувер, 2. новембар 1917 — Беверли Хилс, 11. јуни 2012) била је канадско-америчка глумица.

## Филмографија
| Улоге Ен Радерфорд |                      |               |                    |          |
| Година             | Српски назив         | Изворни назив | Улога              | Напомена |
| 1938.              | Божићна прича        |               | Дух прошлих Божића |          |
| 1939.              | Прохујало са вихором |               | Карин О’Хара       |          |
| 1940.              | Гордост и предрасуда |               | Лидија Бенет       |          |